# Al Schmitt
Al Schmittt (New York, 17 aprile 1930 – Bell Canyon, 26 aprile 2021) è stato un produttore discografico statunitense.

## Carriera
Cresciuto a New York, all'età di 19 anni inizia a lavorare come produttore discografico presso gli Apex Recording Studios. Negli anni cinquanta lavora in radio a Los Angeles. Poi trova un impiego alla RCA Records e lavora come sound engineer per Henry Mancini, Cal Tjader, Al Hirt, Rosemary Clooney, Liverpool Five, Sam Cooke.
Nel 1966 diventa un produttore indipendente. Produce album per Jefferson Airplane, Eddie Ficher, Glenn Yarborough, Jackson Browne e Neil Young. A metà degli anni settanta registra e mixa i lavori di numerosi artisti tra cui Willy DeVille e Dr. John.
Ha lavorato anche con Frank Sinatra (per Duets), Ray Charles (in Genius Loves Company) e Diana Krall.
Alla fine della sua carriera ha collaborato con Tommy LiPuma.

## Riconoscimenti
Nel corso della sua carriera ha registrato e mixato oltre 150 album che sono stati riconosciuti come disco d'oro o disco di platino.
Ha vinto 19 Grammy Awards, la maggior parte dei quali come ingegnere del suono e produttore discografico.
Cinque di questi li ha vinti nel 2005 grazie al lavoro sul disco di Ray Charles Genius Loves Company.
Lista dei Grammy vinti:
| Anno | Categoria                                                                   | Titolo                                                                   | Note                      |
| ---- | --------------------------------------------------------------------------- | ------------------------------------------------------------------------ | ------------------------- |
| 1962 | Best Engineering Contribution – Other Than Novelty And Other Than Classical | Hatari                                                                   |                           |
| 1976 | Best Engineered Recording – Non-Classical                                   | Breezin'                                                                 | George Benson             |
| 1977 | Best Engineered Recording – Non-Classical                                   | Aja                                                                      | Steely Dan                |
| 1978 | Best Engineered Recording – Non-Classical                                   | FM (No Static at All)                                                    | Steely Dan                |
| 1982 | Best Engineered Recording – Non-Classical                                   | Toto IV                                                                  | Toto                      |
| 1991 | Best Engineered Album – Non-Classical                                       | Unforgettable... with Love                                               | Natalie Cole              |
| 1996 | Best Engineered Album – Non-Classical                                       | Q's Jook Joint                                                           | Quincy Jones              |
| 1999 | Best Engineered Album – Non-Classical                                       | When I Look in Your Eyes                                                 | Diana Krall               |
| 2000 | Album of the Year                                                           | Amarte Es Un Placer                                                      | Luis Miguel               |
| 2000 | Pop Album                                                                   | Amarte Es Un Placer                                                      | Luis Miguel               |
| 2001 | Best Engineered Album, Non-Classical                                        | The Look of Love                                                         | Diana Krall               |
| 2002 | Best Jazz Vocal Album                                                       | Live in Paris                                                            | Diana Krall               |
| 2004 | Best Surround Sound Album                                                   | Genius Loves Company                                                     | Ray Charles               |
| 2004 | Best Engineered Album, Non-Classical                                        | Genius Loves Company                                                     | Ray Charles               |
| 2004 | Best Pop Vocal Album                                                        | Genius Loves Company                                                     | Ray Charles               |
| 2004 | Album of the Year                                                           | Genius Loves Company                                                     | Ray Charles               |
| 2004 | Record of the Year                                                          | Here We Go Again                                                         | Norah Jones & Ray Charles |
| 2006 | Best Jazz Instrumental Album, Individual or Group                           | The Ultimate Adventure                                                   | Chick Corea               |
| 2008 | Best Traditional Pop Vocal Album                                            | Still Unforgettable                                                      | Natalie Cole              |
| 2010 | Best Jazz Vocal Album                                                       | Eleanora Fagan (1915-1959): To Billie with Love from Dee Dee Bridgewater | Dee Dee Bridgewater       |
| 2012 | Best Traditional Pop Vocal Album                                            | Kisses on the Bottom                                                     | Paul McCartney            |